# Казырбак
Казырба́к (южносельк. Кӱзэрба́ӄ, сиб. 
Кысырбак-аул) — бывшая деревня в Кривошеинском районе Томской области. Располагалась на территории современного Петровского сельского поселения.

## История
Название состоит из двух южноселькупских корней — кӱ́зур, кӱжэре́ — курья, затопленный луг, мелкое место; кӱ́зэрбэгу — обмелеть и аӄ — рот, устье. Оба этих корня часто встречаются в южноселькупской топонимике.
Исторический населённый пункт южных селькупов (предположительно, группа пайкум или тюйкум). Одно из крупнейших южноселькупских поселений. В южноселькупском ареале выделяются отдельные поселения и сгустки поселений, где в разные годы происходила концентрация селькупского населения (особенно значительная в середине XIX в.), выше устья Чулыма это Усть-Шегарские–Казырбак–Тугулинские–Старо-Обские и около пяти прилегающих более мелких поселений. По данным переписи 1859 г. в каждом из этих посёлков население было в пределах 100–150 человек. До 1930-х гг., т.е. до массовой ссылки в Нарымский край и массовых русско-селькупских брачных предпочтений, выделенные посёлки-юрты реально были местом концентрации селькупской этничности, куда стремились вернуться после многолетних миграционных передвижений по просторам Нарымского края те, кто в них родился.
Коренные жители — селькупы Калбышевы. В 1897 г.: 28 хозяйств — 105 селькупов, 17 русских и 38 тюрок. Населённый пункт относился к Больше-Провской инородческой волости со значительным селькупским населением.
Осенью 1911 г. юрты Казырбак, названные "оплотом самодийского населения", посетил финский исследователь Кай Доннер. На тот момент 5 человек из числа местных селькупов владели родным языком, что делает Казырбак самым южным населённым пунктом, где была зафиксирована селькупская речь.
Тюркизированное население юрт относится к томским карагасам, этнической группе, близкой по культуре к южным селькупам и имеющей с ними общую идентичность "остяки". Существуют свидетельства сохранения особого южносамодийского языка у томских карагасов вплоть до середины XX в.
Первые письменные упоминания относятся к XVII веку. В 1740 году немецкий историк Г. Ф. Миллер писал о деревне в «Путешествии по воде вниз по Томи и Оби от Томска до Нарыма. 1740 год» следующее:
Кизирбаковы юрты, по-татарски Кысырбак-аул, на западном берегу, на устье предыдущей речки, в 8 верстах от Кайбасовых юрт. Имеет 11 юрт Шагарской волости.

Решением Кривошеинского райисполкома от 30 июня 1975 года № 129 деревня была исключена из списков административно-территориального деления.